# 水戸黄門海を渡る
『水戸黄門海を渡る』（みとこうもんうみをわたる）は、1961年公開の日本映画。水戸黄門一行が、奪われた蝦夷地の測量図を探して蝦夷へと向かう時代劇。

## キャスト
- 水戸黄門／シャグシャイン：長谷川一夫（二役）
- 格さん：勝新太郎
- 助さん：市川雷蔵
- ノサップ：野添ひとみ
- こずえ：宇治みさ子
- 雷門のお新：藤原礼子
- 松前泰久：林成年
- ギルタン：千葉敏郎
- ひょっとこの金次：佐々十郎
- 北海屋藤三：嵐三右衛門
- 犬山陣十郎：小堀明男
- ポイサパ：阿部脩
- 役人：市川謹也
- シラッキー：浅尾奥山
- ウララ：小町るみ子
- シロマ：若杉曜子
- 一柳甚左衛門：石黒達也
- 白坂源内：原聖四郎
- 村上半太夫：伊達三郎
- 侍頭：堀北幸夫
- 早坂小四郎：岩田正
- 町人：滝川潔
- 下役人：大林一夫
- 砂田重助：浜田雄史
- 藩士1：山岡敬四郎
- オキルクルー：山下一巳
- 佐伯兵馬：大丸智太郎
- 柿崎伴内：木村玄
- 女中：滝のぼる

## スタッフ
- 監督：渡辺邦男
- 企画：久保寺生郎
- 脚色：川内康範、杜松吉
- 原作：川内康範
- 撮影：渡辺孝
- 美術：上里義三
- 照明：伊藤貞一
- 音楽：福永久宏
- 録音：海原幸夫
- 編集：宮田味津三
- スチル：小牧照